# Pyŏksŏng
Pyŏksŏng (kor. 벽성군, Pyŏksŏng-gun) – powiat w Korei Północnej, w prowincji Hwanghae Południowe. W 2008 roku liczył 90 753 mieszkańców. Graniczy z powiatami T’aet’an od zachodu, Sinch’ŏn i Sinwŏn od północy, Ongjin i Kangnyŏng od południa, a także z miastem Haeju od wschodu. Powiat znajduje się nad Morzem Żółtym, określanym w Korei Północnej jako Morze Zachodniokoreańskie. Przez powiat przebiega linia kolejowa T’ohae z Haeju do stacji Kaep’ung w powiecie o tej samej nazwie (prowincja Hwanghae Północne).

## Historia
Przed wyzwoleniem Korei spod okupacji japońskiej powiat składał się z 16 miejscowości (kor. myŏn) oraz 121 wsi (kor. ri). W obecnej formie powstał w wyniku gruntownej reformy podziału administracyjnego w grudniu 1952 roku. W jego skład weszły wówczas tereny należące wcześniej do miejscowości Kajwa, Wŏllok, Janggok, Kŏmdan, Miryul, Kosan, Unsan (2 wsie) i Radŏk (4 wsie – wszystkie wcześniej znajdowały się w powiecie Pyŏksŏng). Powiat Pyŏksŏng składał się wówczas z jednego miasteczka (Pyŏksŏng-ŭp) i 23 wsi. W czerwcu 1958 roku powiat zmniejszył się o wsie Onch'ŏn, Torak i Jinam, które przeszły w granice administracyjne powiatu Sinch’ŏn. W marcu 1961 powiat zmniejszył się o wieś Sinkwang, która stała się wtedy częścią miasta Haeju.

## Gospodarka
Lokalna gospodarka oparta jest na rolnictwie. Na terenie powiatu znajdują się uprawy ryżu, pszenicy, jęczmienia, a także hodowle bydła, świń i jedwabników. Dla gospodarki regionu istotne jest także górnictwo. Tereny powiatu kryją między innymi złoża złota i srebra.

## Podział administracyjny powiatu
W skład powiatu wchodzą następujące jednostki administracyjne:
| Nazwa jednostki administracyjnej | Rodzaj jednostki administracyjnej | Hangul | Hancha |
| -------------------------------- | --------------------------------- | ------ | ------ |
| Pyŏksŏng-ŭp                      | miasteczko                        | 벽성읍 | 碧城邑 |
| Okjŏng-ri                        | wieś                              | 옥정리 | 玉井里 |
| Janghyŏn-ri                      | wieś                              | 장현리 | 長峴里 |
| Sŏkdong-ri                       | wieś                              | 석동리 | 席洞里 |
| Sŏwŏn-ri                         | wieś                              | 서원리 | 書院里 |
| Sangnim-ri                       | wieś                              | 상림리 | 桑林里 |
| Wŏlhyŏn-ri                       | wieś                              | 월현리 | 月峴里 |
| Ryongjŏng-ri                     | wieś                              | 룡정리 | 龍井里 |
| Jukch'ŏn-ri                      | wieś                              | 죽천리 | 竹川里 |
| Ssang'am-ri                      | wieś                              | 쌍암리 | 雙岩里 |
| Paek'un-ri                       | wieś                              | 백운리 | 白雲里 |
| Taesŏng-ri                       | wieś                              | 대성리 | 大成里 |
| Wŏlbong-ri                       | wieś                              | 월봉리 | 月峰里 |
| Angok-ri                         | wieś                              | 안곡리 | 安谷里 |
| Naeho-ri                         | wieś                              | 내호리 | 內湖里 |
| Tohyŏn-ri                        | wieś                              | 도현리 | 道峴里 |
| T'ongsan-ri                      | wieś                              | 통산리 | 通山里 |
| Wŏnp'yŏng-ri                     | wieś                              | 원평리 | 原坪里 |
| Sahyŏn-ri                        | wieś                              | 사현리 | 士峴里 |
| Sŏkdam-ri                        | wieś                              | 석담리 | 石潭里 |
| Jangch'on-ri                     | wieś                              | 장촌리 | 長村里 |
| Namch'ang-ri                     | wieś                              | 남창리 | 南倉里 |